# Casei Gerola
Casei Gerola är en ort och kommun i provinsen Pavia i regionen Lombardiet i Italien. Kommunen hade 2 485 invånare (2018).